# Stethopachys formosa
Stethopachys formosa, conosciuto anche come scarafaggio delle orchidee, è un insetto australiano facilmente trovabile nei territori del Nuovo Galles del Sud e del Queensland. È stato descritto per la prima volta da Joseph Sugar Baly, nel 1861. Si nutre di fiori e foglie di orchidee, causando normalmente danni alle coltivazioni di queste piante.